# Filip Hrgović
Filip Hrgović (Zagreb, 4. lipnja 1992.), hrvatski je profesionalni boksač. Osvajač je brončane medalje za Hrvatsku u superteškoj kategoriji na Olimpijskim igrama u Rio de Janeiru 2016. godine.

## Amaterska karijera
Dana, 8. svibnja 2010. godine osvojio je na boksačkom Svjetskom juniorskom prvenstvu u Bakuu zlatno odličje u superteškoj kategoriji.
Dana, 15. kolovoza 2015. godine postao je europski prvak u boksu, kao prvi Hrvat nakon Mate Parlova. U završnici Europskog prvenstva, u bugarskom gradu Samokovu, pobijedio je Nijemca Floriana Schulza u superteškoj kategoriji.
Na Olimpijskim igrama u Rio de Janeiru 2016. godine osvojio je broncu u superteškoj kategoriji (iznad 91kg).

## Profesionalna karijera
Dana, 30. rujna 2017. godine Hrgović je započeo svoju profesionalnu karijeru pobjedom u prvoj rundi nad Raphaelom Zumbanom iz Brazila. Hrgović je potom potpisao ugovor sa Sauerland Promotions.

## Profesionalni boks - borbe
| Br. | Rezultat | Omjer | Protivnik            | Način               | Datum               | Runda, Vrijeme | Mjesto održavanja                                          | Bilješke |
| --- | -------- | ----- | -------------------- | ------------------- | ------------------- | -------------- | ---------------------------------------------------------- | --- |
| 20. | pobjeda  | 19:1  | David Adeleye        | jednoglasna odluka  | 16. kolovoza 2025.  | 10             | anb Arena, Rijad, Saudijska Arabija                        | Obranio naslov WBO međunarodnoga prvaka u teškoj kategoriji. Osvojio upražnjeni WBA Continental Gold naslov u teškoj kategoriji |
| 19. | pobjeda  | 18:1  | Joe Joyce            | jednoglasna odluka  | 5. travnja 2025.    | 10             | Co-op Live, Manchester, Engleska                           | Osvojio slobodni naslov WBO međunarodnoga prvaka u teškoj kategoriji.                                                           |
| 18. | poraz    | 17:1  | Daniel Dubois        | tehnički nokaut     | 1. lipnja 2024.     | 8 (12), 0:57   | Kingdom Arena, Rijad, Saudijska Arabija                    | Meč za IBF privremeni svjetski naslov u teškoj kategoriji.                                                                      |
| 17. | pobjeda  | 17:0  | Mark de Mori         | tehnički nokaut     | 23. prosinca 2023.  | 1 (12), 1:46   | Kingdom Arena, Rijad, Saudijska Arabija                    | |
| 16. | pobjeda  | 16:0  | Demsey McKean        | tehnički nokaut     | 12. kolovoza 2023.  | 12 (12), 1:01  | The O2 Arena, London, Engleska                             | |
| 15. | pobjeda  | 15:0  | Zhang Zhilei         | jednoglasna odluka  | 20. kolovoza 2022.  | 12             | King Abdullah Sports City, Džeda, Saudijska Arabija        | Pobjeda u meču za izazivača IBF prvaka teške kategorije.                                                                        |
| 14. | pobjeda  | 14:0  | Emir Ahmatović       | tehnički nokaut     | 4. prosinca 2021.   | 3 (10), 0:30   | MGM Grand Las Vegas, Las Vegas, SAD                        | Obranio naslov IBF međunarodnoga prvaka u teškoj kategoriji.                                                                    |
| 13. | pobjeda  | 13:0  | Marko Radonjić       | umirovljenje u kutu | 10. rujna 2021.     | 3 (10), 3:00   | Wörthersee Stadion, Klagenfurt, Austrija                   | Obranio naslov IBF međunarodnoga prvaka u teškoj kategoriji.                                                                    |
| 12. | pobjeda  | 12:0  | Rydell Booker        | tehnički nokaut     | 7. studenoga 2020.  | 5 (10), 2:20   | Seminole Hard Rock Hotel & Casino, Hollywood, Florida, SAD | Osvojio slobodni naslov IBF međunarodnoga prvaka u teškoj kategoriji.                                                           |
| 11. | pobjeda  | 11:0  | Alexandre Kartozia   | nokaut              | 26. rujna 2020.     | 2 (8), 1:04    | Struer Arena, Struer, Danska                               | |
| 10. | pobjeda  | 10:0  | Éric Molina          | nokaut              | 7. prosinca 2019.   | 3 (12), 2:03   | Diriyah Arena, Diriyah, Saudijska Arabija                  | Obranio naslov WBC međunarodnoga prvaka u teškoj kategoriji.                                                                    |
| 9.  | pobjeda  | 9:0   | Mario Heredia        | tehnički nokaut     | 24. kolovoza 2019.  | 3 (10), 0:33   | Centro de Usos Multiples, Hermosillo, Meksiko              | Obranio naslov WBC međunarodnoga prvaka u teškoj kategoriji.                                                                    |
| 8.  | pobjeda  | 8:0   | Gregory Corbin       | tehnički nokaut     | 25. svibnja 2019.   | 1 (10), 1:00   | MGM National Harbor, Oxon Hill, Maryland, SAD              | Obranio naslov WBC međunarodnoga prvaka u teškoj kategoriji.                                                                    |
| 7.  | pobjeda  | 7:0   | Kevin Johnson        | jednoglasna odluka  | 8. prosinca 2018.   | 8              | KC Dražen Petrović, Zagreb, Hrvatska                       | |
| 6.  | pobjeda  | 6:0   | Amir Mansour         | nokaut              | 8. rujna 2018.      | 3 (12), 3:00   | Arena Zagreb, Zagreb, Hrvatska                             | Osvojio je slobodni naslov WBC međunarodnoga prvaka u teškoj kategoriji.                                                        |
| 5.  | pobjeda  | 5:0   | Filiberto Tovar      | tehnički nokaut     | 9. lipnja 2018.     | 4 (10), 1:50   | Postpalast, München, Njemačka                              | |
| 4.  | pobjeda  | 4:0   | Sean Turner          | jednoglasna odluka  | 24. veljače 2018.   | 8              | Arena Nürnberger, Nürnberg, Njemačka                       | |
| 3.  | pobjeda  | 3:0   | Tom Little           | tehnički nokaut     | 27. siječnja 2018.  | 4 (8), 2:15    | Arena Riga, Riga, Latvija                                  | |
| 2.  | pobjeda  | 2:0   | Pavel Sour           | nokaut              | 27. listopada 2017. | 1 (6), 2:59    | Sport- und Kongresshalle, Schwerin, Njemačka               | |
| 1.  | pobjeda  | 1:0   | Raphael Zumbano Love | tehnički nokaut     | 30. rujna 2017.     | 1 (6), 1:40    | Arena Riga, Riga, Latvija                                  | |

## Nagrade, priznanja i odličja
- 2015.: Državna nagrada za šport "Franjo Bučar".[9]
- 2015.: Najbolji športaš Grada Zagreba.
- 2016.:  Red Danice hrvatske s likom Franje Bučara.

## Vanjske poveznice
- Filip Hrgović na boxrec.com (engl.)